# Tony Rome
Tony Rome és una pel·lícula estatunidenca de Gordon Douglas estrenada el 1967.
Es tracta de la primera aventura del detectiu Tony Rome adaptada al cinema, que serà seguida un any després per La Dona de ciment (1968) del mateix realitzador. Ha estat doblada al català.

## Argument
A Tony Rome, un detectiu privat de Miami que viu en el seu vaixell, el multimilionari Rudy Kosterman li encarrega d'investigar sobre la seva filla alcohòlica, a qui han estat robades les joies…

## Repartiment
- Frank Sinatra: el detectiu Tony Rome
- Jill St John: Ann Archer
- Richard Conte: Tinent Dave Santini
- Gena Rowlands: Rita Kosterman
- Simon Oakland: Rudy Kosterman
- Lloyd Bochner: Vic Rood
- Jeffrey Lynn: Adam Boyd
- Rocky Graziano: Packy
- Sue Lyon: Diana Pines
- Elisabeth Fraser: Irma
- Robert J. Wilke: Ralph Turpin

## Al voltant de la pel·lícula
- Es tracta de la primera adaptació cinematogràfica del personatge de Tony Rome, aparegut a la novel·la de Marvin H. Albert, Miami Mayhem  el 1960. L'escriptor perseguirà les aventures del detectiu a dues altres novel·les, The Lady in cement  el 1961 (adaptat al cinema el 1968) i My Kind of Game  el 1962.
- Frank Sinatra i el realitzador Gordon Douglas rodaran, a més d'aquesta pel·lícula, successivament dues altres pel·lícules: La Dona de ciment i El Detectiu el 1968. En aquesta última pel·lícula no fa aparèixer el personatge de Tony Rome i resultarà ser una pel·lícula molt més negra.